# Merseyside
Merseyside (IPA: /ˈmɜːrzisaɪd/) megye Északnyugat-Angliában terül el. Lakossága 2018-ban 1 423 065 fő volt. Merseyside megye két részből áll, mivel a Mersey folyó kettészeli a területet. A kerületet északról Lancashire, keletről pedig Greater Manchester határolja. A terület korábban Birkenhead, Wallasey, Liverpool, Bootle, Southport és St Helen megyei önkormányzatú választókerületeiből állt.

## Merseyside nevezetességei

### Liverpool
- Albert Dock
- Anfield
- The Cavern Club
- Croxteth Hall
- Gambier Terrace
- Goodison Park
- HM Nemzeti Muzeum
- Mersey Tunnels - Queensway és Kingsway
- Museum of Liverpool Life
- Pier Head
- Speke Hall -
- St George's Hall
- Walker Art Gallery
- World Museum Liverpool

### Knowsley
- Knowsley Hall
- Knowsley Safari Park

### St Helens
- Knowsley Road

### Sefton
- Aintree Racecourse
- Crosby Beach
- Haig Avenue
- Meols Hall
- Pleasureland Southport

### Wirral
- Bidston Hill és Bidston Windmill
- Birkenhead Park
- Birkenhead Priory
- Hamilton Square
- Hilbre Island
- Lady Lever Art Gallery
- North Wirral Coastal Park
- Port Sunlight
- Prenton Park
- Wirral Country Park